# Code de la route (Maroc)
Pour les autres articles nationaux ou selon les autres juridictions, voir Code de la route.
Lire en ligne

[PDF]B.O. n° 5874 page 1646

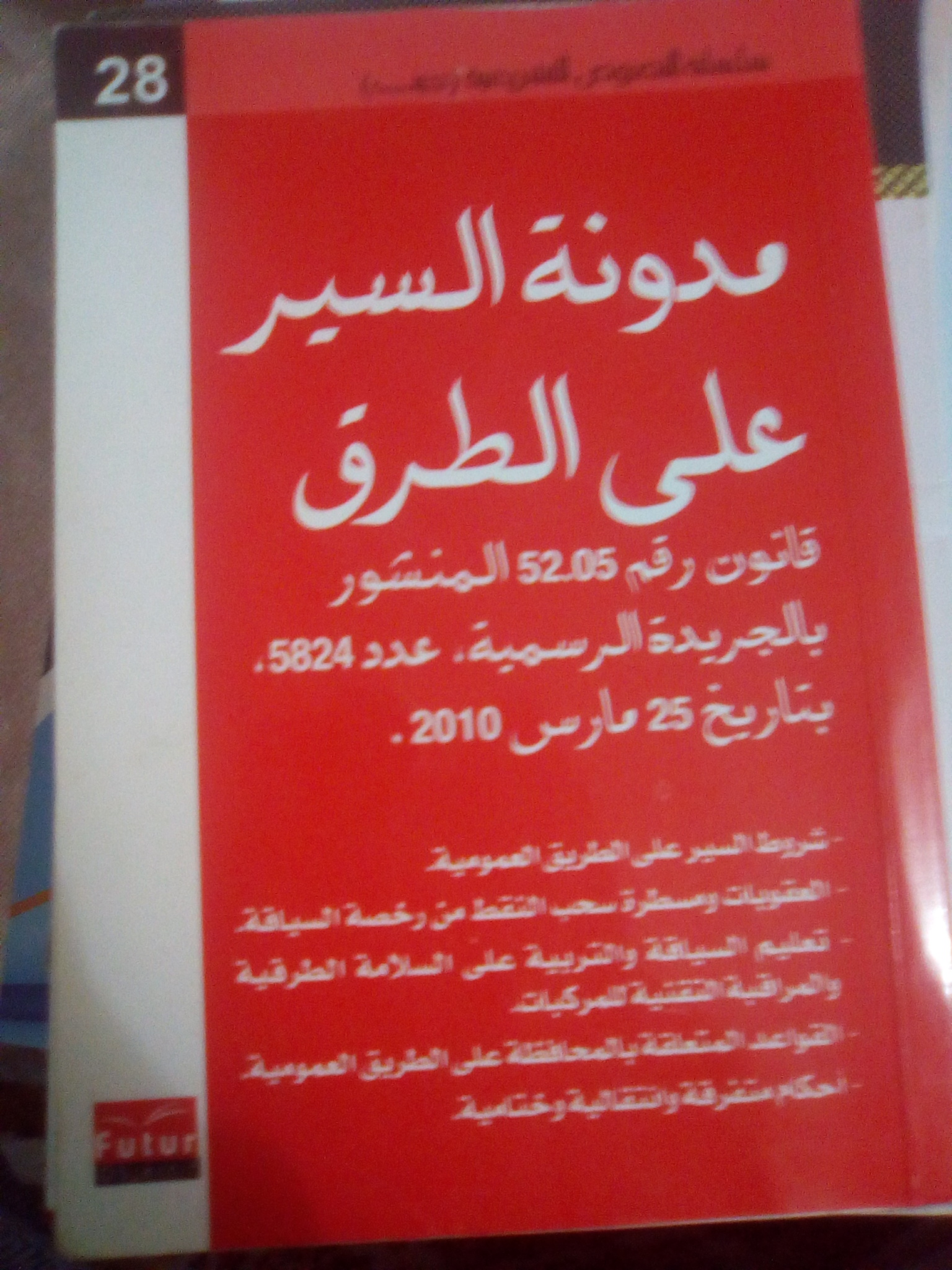

Au Maroc, le Code de la route désigne l'ensemble des dispositions législatives régissant la circulation sur la voie publique (trottoirs, chaussées, autoroutes, etc.) par les usagers (piétons, deux roues avec ou sans moteur, automobiles, etc.).

## Histoire du code de la route au maroc
Le premier code de la route marocain entre en vigueur en 1953.
En 2005, le décret ministériel no 2-04-748 rend la ceinture de sécurité obligatoire et interdit l'usage du téléphone au volant sous peine d'amende allant de 100 à 200 dirhams.
Le 1er janvier 2010, une réforme du code de la route est présentée par le ministre des transports Karim Ghellab et adoptée par le parlement marocain.
Le 1er octobre 2012, la réforme du code de la route entre en vigueur. Le permis de conduire marocain est désormais doté d'un crédit de points, les conducteurs de plus 65 ans doivent passer une visite médicale tous les deux ans, toute conduite sous l'effet de alcool est interdite, et des amendes allant de 300 à 700 dirhams sont instaurées,,.

## Présentation
Le code est composé de cinq livres :
- Livre I : des conditions de la circulation sur la voie publique;
- Livre II : des sanctions et de la procédure;
- Livre III : de l'enseignement de la conduite, de l'éducation à la sécurité routière et du contrôle technique des véhicules;
- Livre IV : des règles de la conservation de la voie publique;
- Livre V : dispositions diverses, transitoires et finales.

## Sécurité
Au Maroc, en 2017, environ 3 500 personnes meurent et 12 000 sont gravement blessées chaque année sur la route, ce qui représente environ 10 personnes tuées et 33 personnes gravement blessées par jour.
Le Maroc compte un taux de 18 tués au volant pour 100 000 habitants, soit une proportion environ cinq fois plus importante que celle des Pays-Bas avec 3,9 tués pour 100 000 habitants.
Les réformes du code de la route marocain doivent conduire à l'interdiction du téléphone portable en conduisant, l’interdiction des enfants sur les sièges avant, l’obligation du port de la ceinture de sécurité aux sièges avant et sur les routes rurales aux sièges arrière ainsi que l’obligation pour les poids-lourds de freins ABS, de pneumatiques TUBLESS, et de limiteur de  vitesse.
En 2018, une Agence nationale de sécurité routière (possiblement une Agence nationale de la sécurité routière marocaine) doit être créée pour participer à l’élaboration de la stratégie nationale de la sécurité routière et son évaluation, élaborer des projets de textes législatifs ayant trait à ses prérogatives, superviser les centres d’immatriculation, des auto-écoles et des centres de visite technique.

## Limitations de vitesse
Les limitations de vitesse au Maroc sont les suivantes :
- 60 km/h en agglomération ;
- 80 km/h en agglomération sur les voies faisant partie d'un grand itinéraire routier[10] ;
- 100 km/h sur route hors agglomération ;
- 120 km/h sur autoroute.